# Kaffebäckstjärnen
Kaffebäckstjärnen är en sjö i Sorsele kommun i Lappland och ingår i Umeälvens huvudavrinningsområde. Sjön har en area på 0,0876 kvadratkilometer och ligger 458 meter över havet.

## Delavrinningsområde
Kaffebäckstjärnen ingår i det delavrinningsområde (727775-156589) som SMHI kallar för Ovan 727917-156956. Medelhöjden är 459 meter över havet och ytan är 12,45 kvadratkilometer. Det finns inga avrinningsområden uppströms utan avrinningsområdet är högsta punkten. Kvarnbäcken som avvattnar avrinningsområdet har biflödesordning 3, vilket innebär att vattnet flödar genom totalt 3 vattendrag innan det når havet efter 334 kilometer. Avrinningsområdet består mestadels av skog (94 procent). Avrinningsområdet har 0,09 kvadratkilometer vattenytor vilket ger det en sjöprocent på 0,7 procent.